# Dany Verissimo
Dany Veríssimo, pseudonimo di Dany Malalatiana Terence Petit (Vitry-sur-Seine, 27 giugno 1982), è un'attrice cinematografica e attrice pornografica francese.

## Biografia
Dany è nata a Vitry-sur-Seine, in Francia, da padre francese e da madre malgascia (il padre è direttore finanziario presso l'Air France) e ha trascorso la sua infanzia in Francia, negli Stati Uniti, e in Nigeria. A 17 anni viene cacciata di casa a causa di un malinteso con il suo nuovo patrigno. Tenta così di seguire la carriera di attrice all'età di 18 anni.
Dopo molte delusioni e nessuna possibilità economica per studiare recitazione, si è inserita nell'industria francese del porno appena diciottenne. Durante questo periodo di tempo, ha usato lo pseudonimo Ally Mac Tyana, giocando sul nome Ally McBeal. È stata attiva nel settore della pornografia hardcore per 16 mesi (dal 2001 al 2002). Durante questo periodo, ha lavorato esclusivamente con il regista porno francese John B. Root, apparendo in Ally, French Beauty, e Xperiment.
Continua a lavorare nel campo del porno fino al matrimonio con lo stesso regista, anche se solo nella pornografia softcore con il nome di Ally Verissimo. Successivamente abbandona le scene erotiche in seguito ad una gravidanza nel 2003. Nel 2002 ha il suo primo ruolo non erotico in So Long Mister Monroe e appare nella serie francese Brigade des mineurs (police drama). Nel 2004, ha interpretato Lola nel film Banlieue 13, un ruolo appositamente creato per lei dal produttore Luc Besson.
Dopo un doloroso divorzio nel 2005, continua la sua carriera di attrice e modella. Ha interpretato il ruolo di Belkis in Gradiva, l'ultimo film diretto da Alain Robbe-Grillet che è stato presentato fuori concorso al festival di Venezia nel settembre 2006.
Nel maggio 2006, la rivista Elle nello speciale di Cannes, la riconosce come una delle 17 attrici più promettenti della sua generazione.
Nel 2008, con Franco Baresi, diviene testimonial di un marchio di pelletteria italiano.
Tra il 2010 e il 2013 ha interpretato la prostituta Camelia nelle due stagioni del telefilm Maison close - La casa del piacere, trasmesse in Francia da Canal Plus.
Nel 2013 ha raccolto critiche positive per la sua parte nella rappresentazione teatrale D.A.F. Marquis de Sade.

## Filmografia

### Cinema
- So Long Mister Monore, regia di Eric Dahan (2002)
- La Sirène rouge, regia di Olivier Megaton (2002)
- Les Bouchers verts, regia di Anders-Thomas Jensen (voce) (2003)
- Banlieue 13, regia di Pierre Morel (2004)
- Gradiva (Gradiva (C'est Gradiva qui vous appelle)), regia di Alain Robbe-Grillet (2005)
- Les Princes de la nuit, regia di Patrick Levy (2008)
- La Planque, regia di Akim Isker (2011)

### Televisione
- Les Tropiques de l'amour – serie TV, episodio 1x06 (2002)
- Brigade des mineurs – serie TV, episodio 1x04 (2002)
- Sulle tracce del crimine (Section de recherches) – serie TV, episodi 1x03 -10x03 (2006-2016)
- Boulevard du Palais – serie TV, episodio 12x01 (2010)
- Maison close - La casa del piacere (Maison close) – serie TV, 5 episodi (2010-2013)
- Julie Lescaut – serie TV, episodio 21x05 (2011)
- Alice Nevers - Professione giudice (Alice Nevers: Le juge est une femme) – serie TV, episodio 14x04 (2016)
- Le Bureau - Sotto copertura (Le Bureau des légendes) – serie TV, episodio 3x08 (2017)
- La Ruota del Tempo (The Wheel of Time) – serie TV, episodio 3x05 (2025)

### Cinema pornografico
- Une nuit au bordel, regia di John B. Root (2000)
- Offertes à tout 11: Ally interactive, regia di Mike Foster (2000)
- French Beauty, regia di John B. Root (2001)
- Explicite, regia di John B. Root (2002)
- Ally et xperiment (o Ally), regia di John B. Root (2002)